# محمد علي رستم
محمد علي بن محمد رستم (بالملايوية: Mohd Ali bin Mohd Rustam) هو سياسي ماليزي، ولد في 24 أغسطس 1949 في ملقا في ماليزيا.الذي يشغل منصب يانغ ديبرتوا نيغري (حاكم) لولاية ملقا الماليزية منذ 4 يونيو 2020. وقد كان حزبياً، نشط في المنظمة الوطنية الملاوية المتحدة. وقد انتخب عضو ديوان الرعية ‏ سابقاً.